# Neotemnopteryx baylissensis
Neotemnopteryx baylissensis är en kackerlacksart som beskrevs av Slaney 2000. Neotemnopteryx baylissensis ingår i släktet Neotemnopteryx och familjen småkackerlackor. Inga underarter finns listade i Catalogue of Life.